# Forster Jesuitengarten

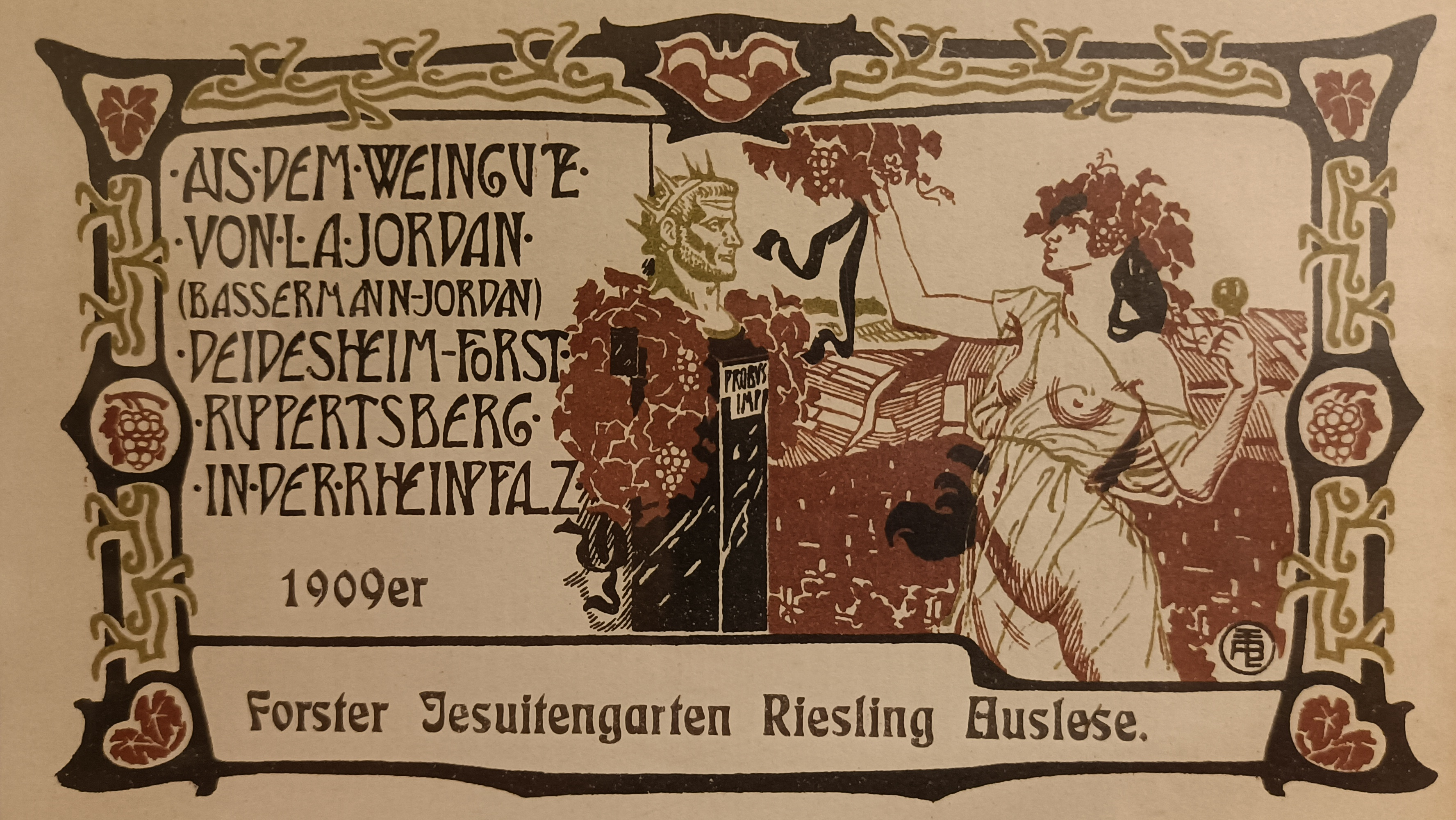
Etikett des Weinguts Bassermann-Jordan für eine Riesling-Auslese aus der Lage Jesuitengarten (um 1910)

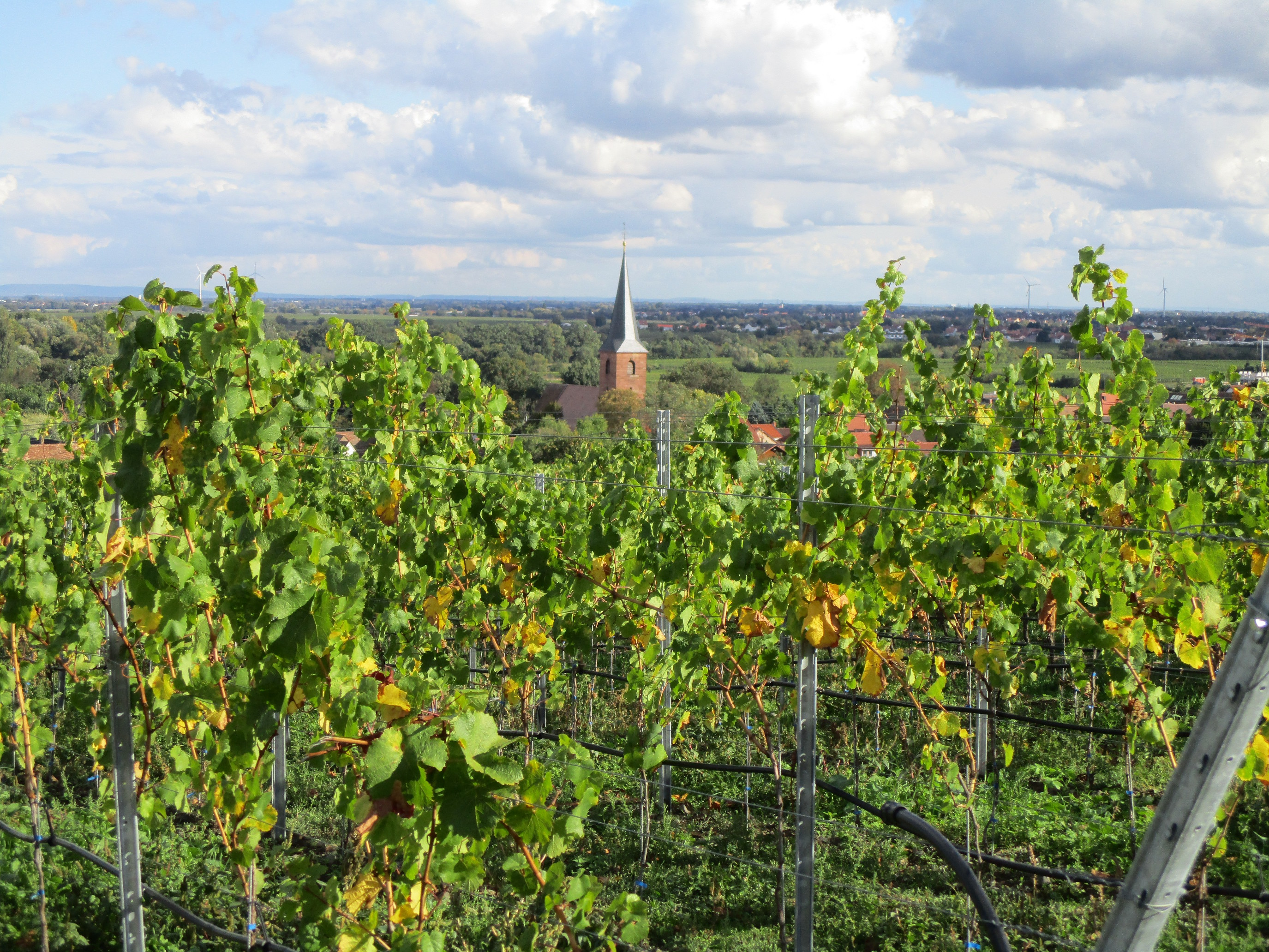
Weinstöcke des Jesuitengartens, im Hintergrund die Margaretenkirche

Jesuitengarten heißt eine Weinlage bei der Gemeinde Forst an der Weinstraße (Rheinland-Pfalz). Die bestockte Rebfläche umfasst 6,3 ha.

## Lage, Klima, Böden
Der Jesuitengarten gehört zum Weinanbaugebiet Pfalz, hier wiederum zum Bereich Mittelhaardt-Deutsche Weinstraße und ist Teil der Großlage Forster Mariengarten; er erstreckt sich vollständig auf der Gemarkung von Forst an der Weinstraße. Die Einzellage befindet sich nordwestlich des Ortes und berührt die Bebauungsgrenze. Südlich ist die Weinlage Kirchenstück, nördlich die Weinlage Pechstein und westlich die Weinlage Ungeheuer.
Die Höhe des Jesuitengartens reicht von etwa 120 bis 150 m ü. NHN, seine Böden bestehen aus Lehm, der teils mit Sand durchsetzt ist, mergeligem Ton und Sandsteingeröll.

## Name
Das Jesuitenkolleg in Neustadt an der Haardt besaß hier seit 1764 Grundstücke, von diesem lässt der Name sich herleiten. Seine Ersterwähnung war 1798.